# Jacek Syropolski
Jacek Syropolski (ur. 10 kwietnia 1972 w Warszawie, zm. 6 czerwca 2011 w Asturii) – polski architekt, wiceprezes warszawskiego oddziału Stowarzyszenia Architektów Polskich, członek Aeroklubu Warszawskiego.

## Życiorys
W 1998 ukończył studia na Wydziale Architektury Politechniki Warszawskiej, rok później związał się zawodowo Autorską Pracownią Architektury "Kuryłowicz & Associates".
Od 2006 był członkiem SARP.
Był współtwórcą projektów m.in.:
- lotniska w Modlinie,
- nowego lotniska w Kielcach,
- terminalu VIP Warszawa-Okęcie,
- siedziby firmy Arcon,
- budynku biurowego "Nautilus",
- fabryki "Avon" w Garwolinie,
- budynków biurowych „Saski Crescent”,
- "Harmony Office Center" w osiedlu "Eko-Park",
- Centrum Profilaktyki Nowotworów.

Zginął razem ze Stefanem Kuryłowiczem w wypadku lotniczym w Asturii. Został pochowany na cmentarzu Bródnowskim (kw. 28F-3-26/27).

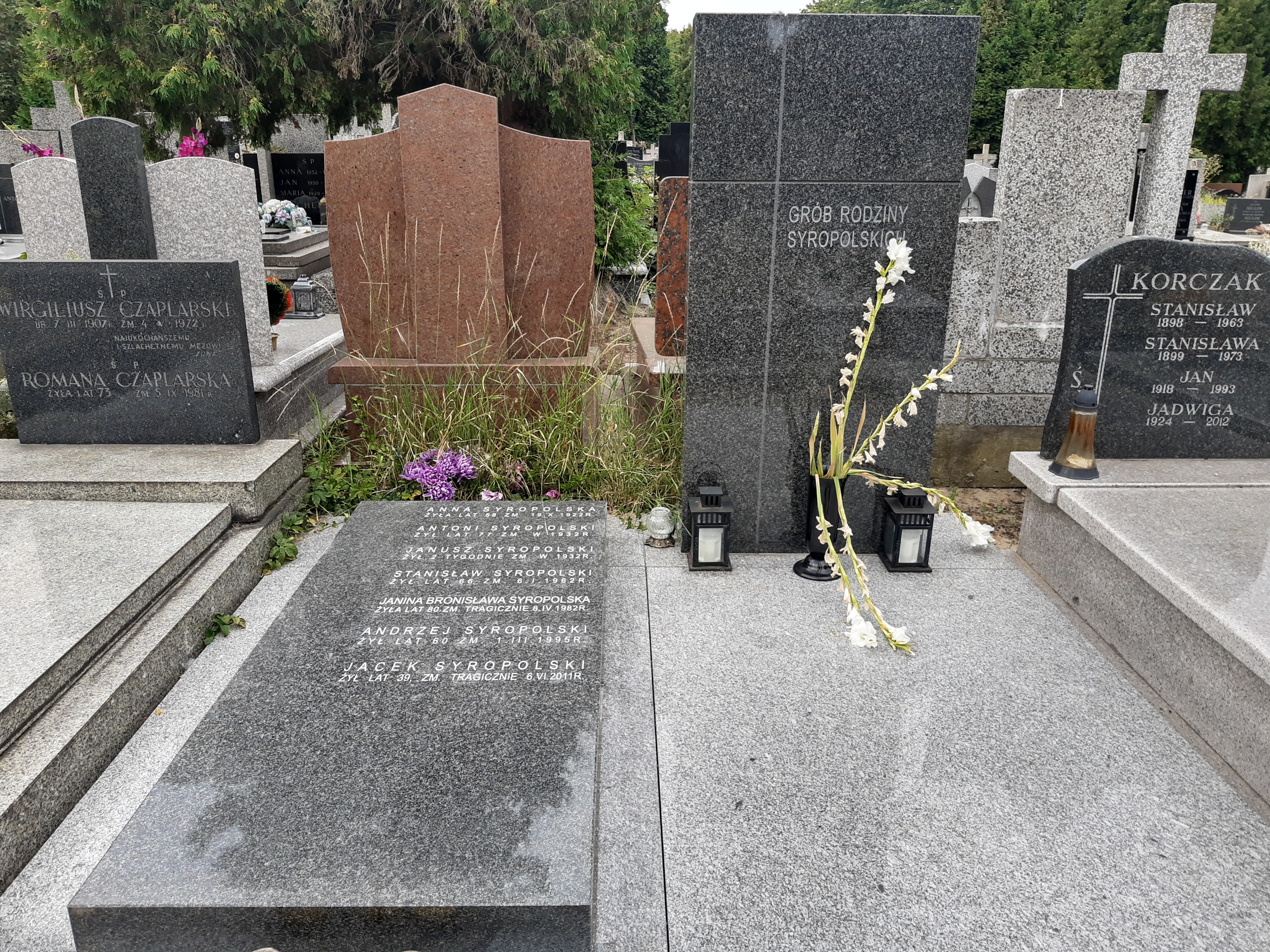
Grób Jacka Syropolskiego na cmentarzu Bródnowskim